# Noruega nos Jogos Olímpicos de Inverno de 1998
A Noruega participou dos Jogos Olímpicos de Inverno de 1998 em Nagano, Japão.